# Spaelotis caliginea
Spaelotis caliginea là một loài bướm đêm trong họ Noctuidae.